# Elaphoglossum lingua
Elaphoglossum lingua är en träjonväxtart som först beskrevs av Giuseppe Raddi, och fick sitt nu gällande namn av Brackenr. Elaphoglossum lingua ingår i släktet Elaphoglossum och familjen Dryopteridaceae. Inga underarter finns listade.